# Finlandia na Zimowych Igrzyskach Olimpijskich 2010

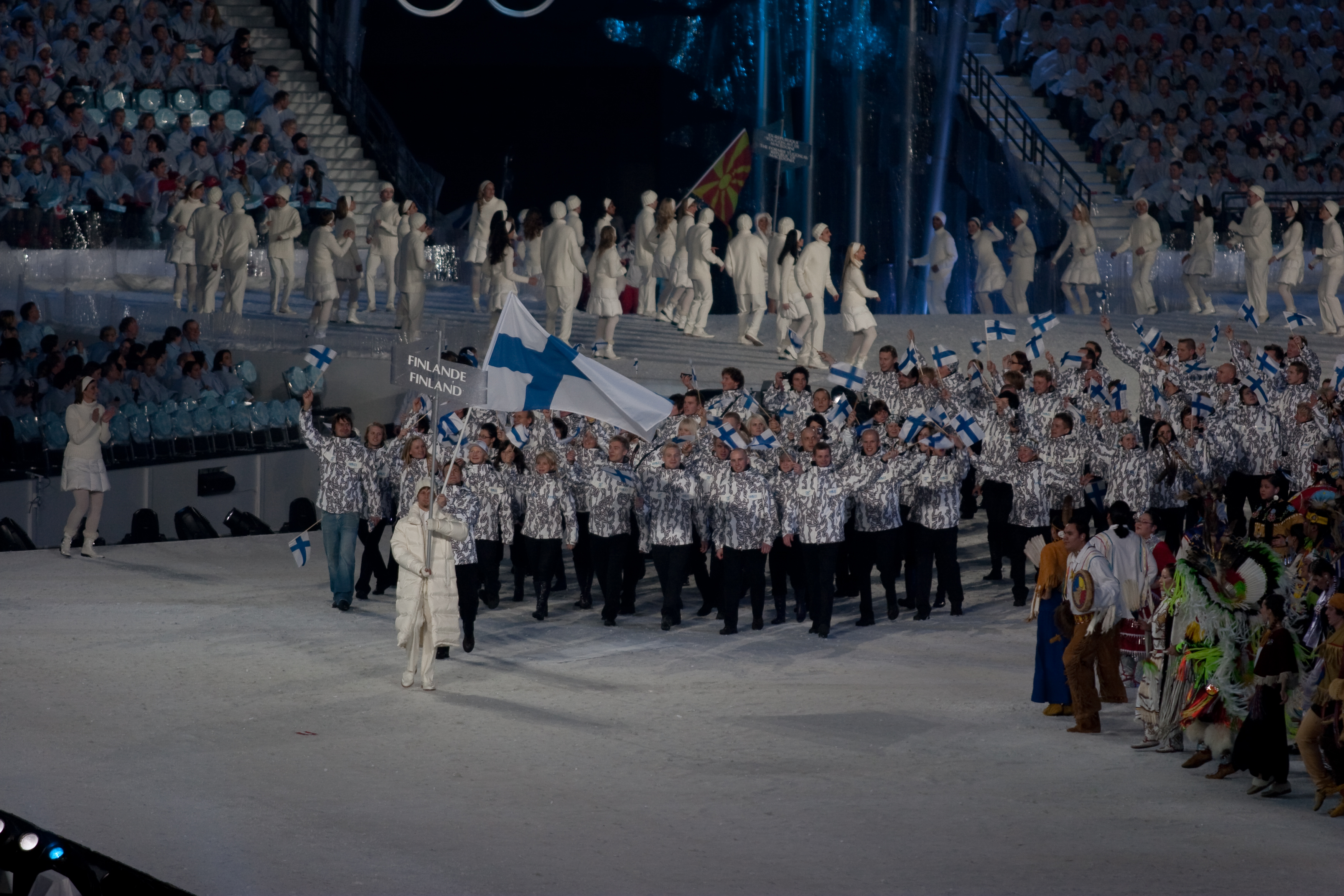
Reprezentacja Finlandii podczas ceremonii otwarcia igrzysk olimpijskich

Finlandię na Zimowych Igrzyskach Olimpijskich 2010 reprezentowało dziewięćdziesięciu pięciu zawodników.

## Zdobyte medale
| Medal  | Zawodnik | Dyscyplina sportowa | Konkurencja                    |
| ------ | --- | ------------------- | ------------------------------ |
| Srebro | Peetu Piiroinen | Snowboarding        | Halfpipe mężczyzn              |
| Brąz   | Pirjo Muranen Virpi Kuitunen Riitta-Liisa Roponen Aino-Kaisa Saarinen | Biegi narciarskie   | Sztafeta kobiet                |
| Brąz   | Aino-Kaisa Saarinen | Biegi narciarskie   | 30 km stylem klasycznym kobiet |
| Brąz   | Anne Helin Jenni Hiirikoski Venla Hovi Michelle Karvinen Mira Kuisma Emma Laaksonen Rosa Lindstedt Terhi Mertanen Heidi Pelttari Mariia Posa Annina Rajahuhta Karoliina Rantamäki Noora Räty Mari Saarinen Saija Sirviö Nina Tikkinen Minnamari Tuominen Saara Tuominen Anna Vanhatalo Linda Välimäki Marjo Voutilainen | Hokej na lodzie     | Turniej kobiet                 |
| Brąz   | Niklas Bäckström Valtteri Filppula Niklas Hagman Jarkko Immonen Olli Jokinen Niko Kapanen Miikka Kiprusoff Mikko Koivu Saku Koivu Lasse Kukkonen Jere Lehtinen Sami Lepistö Toni Lydman Antti Miettinen Janne Niskala Ville Peltonen Joni Pitkänen Jarkko Ruutu Tuomo Ruutu Sami Salo Teemu Selänne Kimmo Timonen       | Hokej na lodzie     | Turniej mężczyzn               |

## Wyniki reprezentantów Finlandii

### Biathlon
Kobiety
- Mari Laukkanen

sprint - 68. miejsce
bieg indywidualny - 43. miejsce
- Kaisa Mäkäräinen

sprint - 59. miejsce
bieg pościgowy - 45. miejsce
bieg indywidualny - 46. miejsce
Mężczyźni
- Timo Antila

sprint - 41. miejsce
bieg pościgowy - 52. miejsce
bieg indywidualny - 56. miejsce
- Paavo Puurunen

sprint - 73. miejsce
bieg indywidualny - 53. miejsce

### Biegi narciarskie
Kobiety
- Virpi Kuitunen

sprint stylem klasycznym - 9. miejsce
30 km stylem klasycznym - 13. miejsce
- Krista Lähteenmäki

10 km stylem dowolnym - 52. miejsce
30 km stylem klasycznym - 25. miejsce
- Pirjo Muranen

sprint stylem klasycznym - 21. miejsce
bieg łączony - 30. miejsce
- Kirsi Perälä

sprint stylem klasycznym - 19. miejsce
- Riitta-Liisa Roponen

10 km stylem dowolnym - 6. miejsce
bieg łączony - 19. miejsce
- Aino-Kaisa Saarinen

sprint stylem klasycznym - 13. miejsce
10 km stylem dowolnym - 15. miejsce
bieg łączony - 5. miejsce
30 km stylem klasycznym - 
- Riikka Sarasoja

10 km stylem dowolnym - 31. miejsce
bieg łączony - 21. miejsce
30 km stylem klasycznym - 12. miejsce
- Riitta-Liisa Roponen
Riikka Sarasoja

sprint drużynowy stylem dowolnym - 8. miejsce
- Pirjo Muranen
Virpi Kuitunen
Riitta-Liisa Roponen
Aino-Kaisa Saarinen

sztafeta - 
Mężczyźni
- Matti Heikkinen

15 km stylem dowolnym - 5. miejsce
bieg łączony - DNF
- Sami Jauhojärvi

sprint stylem klasycznym - 12. miejsce
bieg łączony - DNF
50 km stylem klasycznym - 20. miejsce
- Teemu Kattilakoski

15 km stylem dowolnym - 27. miejsce
- Juha Lallukka

15 km stylem dowolnym - 34. miejsce
- Kalle Lassila

sprint stylem klasycznym - 10. miejsce
- Lari Lehtonen

bieg łączony - 33. miejsce
50 km stylem klasycznym - 43. miejsce
- Ville Nousiainen

15 km stylem dowolnym - 13. miejsce
bieg łączony - DNF
50 km stylem klasycznym - 37. miejsce
- Matias Strandvall

sprint stylem klasycznym - 37. miejsce
- Jesse Väänänen

sprint stylem klasycznym - 22. miejsce
- Lasse Paakkonen
Ville Nousiainen

sprint drużynowy stylem dowolnym - 10. miejsce
- Sami Jauhojärvi
Matti Heikkinen
Teemu Kattilakoski
Ville Nousiainen

sztafeta - 10. miejsce

### Hokej na lodzie
Mężczyźni
- Niklas Bäckström, Valtteri Filppula, Niklas Hagman, Jarkko Immonen, Olli Jokinen, Niko Kapanen, Miikka Kiprusoff, Mikko Koivu, Saku Koivu, Lasse Kukkonen, Jere Lehtinen, Sami Lepistö, Toni Lydman, Antti Miettinen, Janne Niskala, Ville Peltonen, Joni Pitkänen, Jarkko Ruutu, Tuomo Ruutu, Sami Salo, Teemu Selänne, Kimmo Timonen -

Kobiety
- Anne Helin, Jenni Hiirikoski, Venla Hovi, Michelle Karvinen, Mira Kuisma, Emma Laaksonen, Rosa Lindstedt, Terhi Mertanen, Heidi Pelttari, Mariia Posa, Annina Rajahuhta, Karoliina Rantamäki, Noora Räty, Mari Saarinen, Saija Sirviö, Nina Tikkinen, Minnamari Tuominen, Saara Tuominen, Anna Vanhatalo, Linda Välimäki, Marjo Voutilainen -

### Kombinacja norweska
Mężczyźni
- Anssi Koivuranta

Gundersen/normalna skocznia - 8. miejsce
Gundersen/duża skocznia - DNF
- Hannu Manninen

Gundersen/normalna skocznia - 13. miejsce
Gundersen/duża skocznia - 4. miejsce
- Janne Ryynänen

Gundersen/normalna skocznia - 26. miejsce
Gundersen/duża skocznia - 12. miejsce
- Jaakko Tallus

Gundersen/normalna skocznia - 38. miejsce
Gundersen/duża skocznia - 32. miejsce
- Janne Ryynänen
Jaakko Tallus
Anssi Koivuranta
Hannu Manninen

sztafeta - 7. miejsce

### Łyżwiarstwo figurowe
Mężczyźni
- Ari-Pekka Nurmenkari

soliści - 30. miejsce
Kobiety
- Kiira Korpi

solistki - 11. miejsce
- Laura Lepistö

solistki - 6. miejsce

### Łyżwiarstwo szybkie
Mężczyźni
- Pekka Koskela

500 m - 33. miejsce
- Tuomas Nieminen

500 m - 27. miejsce
1000 m - 34. miejsce
- Markus Puolakka

500 m - 30. miejsce
- Mika Poutala

500 m - 5. miejsce
1000 m - 8. miejsce

### Narciarstwo alpejskie
Kobiety
- Sanni Leinonen

Gigant - 30. miejsce
Slalom - DNF
- Tanja Poutiainen

Gigant - 13. miejsce
Slalom - 6. miejsce
Mężczyźni
- Andreas Romar

zjazd - 42. miejsce
Supergigant - DNF
Gigant - 30. miejsce
Slalom - DNF
Kombinacja - DNF
- Marcus Sandell

Gigant - DNF

### Narciarstwo dowolne
Mężczyźni
- Juha Haukkala

skicross - 26. miejsce
- Arttu Kiramo

jazda po muldach - 16. miejsce
- Tapio Luusua

jazda po muldach - 21. miejsce
- Mikko Ronkainen

jazda po muldach - 14. miejsce

### Skoki narciarskie
Mężczyźni
- Janne Ahonen

Skocznia normalna - 4. miejsce
Skocznia duża - 31. miejsce
- Janne Happonen

Skocznia normalna - 19. miejsce
Skocznia duża - nie zakwalifikował się
- Matti Hautamäki

Skocznia duża - 26. miejsce
- Kalle Keituri

Skocznia normalna - 22. miejsce
- Harri Olli

Skocznia normalna - nie zakwalifikował się
Skocznia duża - 18. miejsce
- Matti Hautamäki
Janne Happonen
Kalle Keituri
Harri Olli

Drużynowo - 4. miejsce

### Snowboard
Kobiety
- Ilona Ruotsalainen

Gigant równoległy - 23. miejsce
Mężczyźni
- Peetu Piiroinen

Halfpipe - 
- Janne Korpi

Halfpipe - 24. miejsce
- Markku Koski

Halfpipe - 6. miejsce
- Markus Malin

Halfpipe - 11. miejsce